# 哈德爾岩
哈德爾岩（英語：Huddle Rocks）是南極洲的岩石，位於比斯科群島，處於賽明頓群島西北面3公里，由英國研究隊繪入地圖，現時由南極條約體系管理。